# Некунам, Джавад
Джава́д Некуна́м (англ. Javad Nekounam, перс. جواد نکونام‎; род. 7 сентября 1980 или 6 октября 1980, Рей, Тегеран) — иранский футболист и тренер. Рекордсмен сборной Ирана по количеству проведённых матчей (149), участник чемпионатов мира 2006 и 2014 годов.

## Клубная карьера

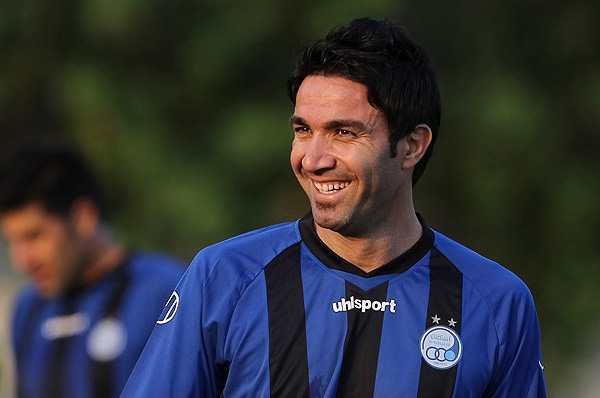
Некунам в составе «Эстегляля»

Родился в пригороде Тегерана Рее. Воспитанник футбольного клуба «Сайпа» из Кереджа.
Первой профессиональной командой в его карьере стал тегеранский ПАС, за который Некунам выступал в течение семи лет. В 2003 и в 2006 годах при непосредственном участии Некунама ПАС стал вице-чемпионом Ирана, а в 2004 году завоевал чемпионский титул.
В 2005 году Некунам переезжает в ОАЭ и подписывает пятимесячный контракт с местным клубом «Аль-Вахда». По истечении срока контракта переходит в «Аль-Шарджу», с которой доходит до финала Кубка ОАЭ, где уступает со счётом 1:2 «Аль-Айну». Добротной игрой Джавад заставляет обратить на себя внимание руководства нескольких европейских клубов, в том числе «Кайзерслаутерна» и «Тоттенхэма».
В составе сборной Некунам был участником чемпионата мира в Германии. В первых двух матчах группового этапа с Мексикой и Португалией он получил по жёлтой карточке и вынужден был пропустить завершающую встречу в группе против Анголы. В итоге Иран набрал лишь одно очко в трёх матчах и занял последнее место в группе. Однако игра Некунама на чемпионате оставила хорошее впечатление. Он получает предложения от берлинской «Герты» и лионского «Олимпика», но в итоге останавливает свой выбор на «Осасуна», с которой подписывает двухлетний контракт с возможностью дальнейшего продления ещё на один сезон. Таким образом, Джавад стал первым иранцем в испанской Примере.
После чрезвычайно успешного первого сезона в «Осасуне» Некунам заинтересовал представителей тренерского штаба шотландского «Рейнджерс», но предпочёл остаться в Испании. 14 августа 2007 года футболист получил серьёзный разрыв передней крестообразной связки правого коленного сустава и вынужден был пропустить почти весь сезон, сыграв за клуб только два матча. Однако «Осасуна» заключила с футболистом новое трёхлетнее соглашение.
Чемпионат Испании 2008/09 сложился для иранца куда успешнее. Он провёл 35 матчей в сезоне, восемь раз поразив ворота соперника. Лишь один гол он уступил уругвайцу Вальтеру Пандиани в списке лучших бомбардиров клуба. Летом 2009 года на Некунама вышли представители «Эспаньола» и «Вильярреала». Несмотря на их предложения, игрок не стал менять клуб.

## Карьера в сборной

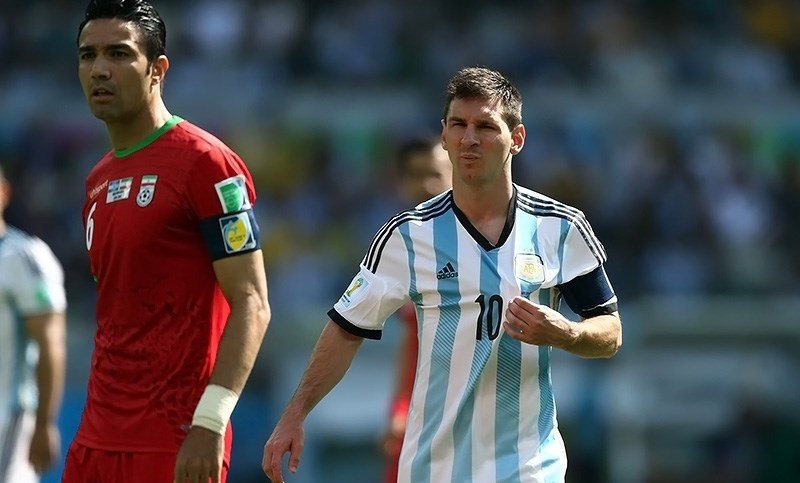
Некунам и Лионель Месси на чемпионате мира 2014 года

За сборную Ирана дебютировал в возрасте 19 лет 28 мая 2000 года в гостевом матче с Сирией, выйдя на замену на 89-й минуте игры. Матч завершился победой персов со счётом 1:0.
В составе сборной трижды выступал на Чемпионате Западноазиатских футбольных федераций. Выиграл золотые медали чемпионата в 2000 и в 2004 годах, стал бронзовым призёром соревнований в 2002 году.
В 2002 году принял участие в Азиатских играх. Сборная Ирана стала победителем турнира.
Принимал участие в трёх розыгрышах Кубка Азии (2004, 2007, 2011). Завоевал бронзовые медали в 2004 году.
Провёл два матча на чемпионате мира в Германии. Сборная Ирана на том чемпионате потерпела два поражения и сыграла вничью со сборной Анголы. В итоге персы не смогли выйти в плей-офф турнира.
Джавад Некунам был капитаном сборной Ирана. По числу матчей, проведённых за сборную страны (151, ФИФА признаёт 149) в конце карьеры опередил Али Даеи. Забил за сборную 38 мячей, это третий результат в истории сборной (после Али Даеи и Карима Багери). Завершил карьеру в сборной весной 2015 года.